# Thanawat Gaweenuntawong
Thanawat Gaweenuntawong (Bangkok, 6 mei 1967) is een voormalig Thais darter die de toernooien van de PDC speelde. 

## Carrière
Gaweenuntawong's eerste grote toernooi was de World Cup of Darts 2014 waar hij Thailand vertegenwoordigde met Watanyu Charonrooj. Ze verloren in de eerste ronde van Engeland met 5-0 in legs.
In 2015 speelde hij wederom op de World Cup. Dit jaar samen met Attapol Eupakaree. Ze verloren in de eerste ronde van Noord-Ierland met 5-2 in legs. Gaweenuntawong kwalificeerde zich later dat jaar voor het PDC World Darts Championship 2016 en is daarmee de eerste Thaise speler die aan dit toernooi mee heeft gedaan. Hij verloor in de voorronde met 2-0 in sets van de Duitser René Eidams.
Ook in 2016 en 2017 speelde Gaweenuntawong op de World Cup. In beide jaren werd er verloren in de eerste ronde. In 2016 was Hongarije met 5-3 te sterk en in 2017 won Griekenland van de Thailanders, ook met 5-3.
Gaweenuntawong verliet de PDC in 2021.

## Resultaten op Wereldkampioenschappen

### WDF
- 2001: Laatste 64 (verloren van Jarkko Komula met 0-4)

### PDC
- 2016: Voorronde (verloren van René Eidams met 0-2)